# Американская семейка
«Америка́нская семе́йка» (англ. Modern Family, букв. — «Совреме́нная семья́») — американский комедийный телевизионный сериал. Премьера сериала состоялась 23 сентября 2009 года на телеканале ABC. Получасовые серии были созданы по сценарию Кристофера Ллойда и Стивена Левитана и производятся на студии Fox Television. История о трёх совершенно разных семьях: Клэр — мать-домохозяйка, которая живёт со своим мужем Филом в обычной семье с тремя детьми, её отец Джей женат на женщине почти в два раза моложе его, а брат Митчелл вместе со своим партнером только что удочерили вьетнамского ребёнка.
Кристофер Ллойд и Стивен Левитан задумали сериал, делясь историями своих собственных «современных семей». В «Американской семейке» задействован актерский состав ансамбля, и она представлена в стиле макетирования, при этом персонажи часто говорят прямо в камеру в сегментах интервью с исповедью.
Сериал был продлен на одиннадцатый и последний сезон 5 февраля 2019 года, премьера которого состоялась 25 сентября 2019 года. Финал сериала вышел в эфир 8 апреля 2020 года.
«Американская семейка» была высоко оценена критиками в течение первых нескольких сезонов. Его критический прием становился всё более неоднозначным по мере продвижения, но он сохранял лояльную базу поклонников на протяжении всех 11 сезонов и был постоянно популярен. Финальный сезон получил в целом положительные отзывы, а финальный эпизод впервые посмотрели 7,37 миллиона зрителей. Ретроспективный документальный фильм, вышедший в эфир перед финальным эпизодом, впервые посмотрели 6,72 миллиона зрителей.
Шоу получило премию «Эмми» за выдающийся комедийный сериал за каждый из первых пяти лет и премию «Эмми» за выдающегося актёра второго плана в комедийном сериале четыре раза, по два раза для Эрика Стоунстрита и Тая Баррелла, а также выдающуюся актрису второго плана в комедийном сериале дважды для Джули Боуэн. Он получил в общей сложности 22 премии «Эмми» в 75 номинациях. Он также получил премию «Золотой глобус» за лучший телесериал — мюзикл или комедию в 2011 году.
Права на синдикацию трансляции сериала были проданы американской сети NBCUniversal, станциям телеканалов Fox и различным другим местным станциям на других рынках для премьеры осенью 2013 года. Успех сериала привел к тому, что в 2012 году он занял 10-е место по доходности, заработав 2,13 миллиона долларов за эпизод.

## Сюжет
«Американская семейка» вращается вокруг трех различных типов семей (нуклеарных, смешанных и однополых), живущих в районе Лос-Анджелеса, которые взаимосвязаны через Джея Притчетта и его детей, дочь Клэр и сына Митчелла. Джей женился во второй раз на гораздо более молодой женщине, Глории Дельгадо Притчетт (урожденной Рамирес), страстной колумбийской иммигрантке, у которой есть сын от предыдущего брака Мануэль «Мэнни» Дельгадо. Бывшая жена Джея Диди и бывший муж Глории Хавьер время от времени появляются в шоу.
Дочь Джея Клэр домохозяйка. Она замужем за Филом Данфи, риэлтором, который также является фокусником-любителем. У них трое детей: Хейли, стереотипно взбалмошная девочка-подросток; Алекс, умная, но занудная средняя дочь; и Люк, недалекий сын.
У сына Джея, Митчелла, и его мужа Кэмерона Такера есть одна приемная дочь, Лили Такер-Притчетт, вьетнамского происхождения.
Как следует из названия, эта семья представляет современную семью, и эпизоды комично основаны на ситуациях, с которыми сталкиваются многие семьи в реальной жизни.

## Актёры и персонажи

### Основной состав
- Эд О’Нилл — Джей Притчетт (отец Клэр и Митчелла, муж Глории)
- София Вергара — Глория Дельгадо-Притчетт (жена Джея, мать Мэнни)
- Джули Боуэн — Клэр Данфи (дочь Джея и Диди, жена Фила)
- Тай Баррелл — Фил Данфи (муж Клэр)
- Джесси Тайлер Фергюсон — Митчелл Притчетт (сын Джея и Диди, супруг Кэма)
- Эрик Стоунстрит — Кэмерон «Кэм» Такер (супруг Митчелла)
- Рико Родригес — Мэнни Дельгадо (сын Глории, приёмный сын Джея)
- Нолан Гоулд — Люк Данфи (сын Фила и Клэр)
- Сара Хайленд — Хэйли Данфи (дочь Фила и Клэр)
- Ариэль Уинтер — Алекс Данфи (дочь Фила и Клэр)
- Обри Андерсон-Эммонс — Лили Такер-Притчетт (приëмная дочь Митчелла и Кэма)
- Джереми Магуайер — Джо Притчетт (сын Джея и Глории)
- Рид Юинг — Дилан Маршалл (бойфренд Хейли)

### Приглашённые звезды
- Шелли Лонг — Диди, бывшая жена Джея
- Бенджамин Братт — Хавьер Дельгадо, бывший муж Глории
- Элизабет Бэнкс — Сал, лучшая подруга Кэма и Митчелла
- Фред Уиллард — Фрэнк Данфи, отец Фила
- Роб Риггл — Гил Торп, риэлтор-конкурент
- Чезз Палминтери — Коротышка, друг Джея
- Адам Дивайн — няня Джо
- Дана Пауэл — Пэмерон Такер, сестра Кэма
- Дэнни Трехо
- Минни Драйвер
- Кобе Брайант[3]
- Джуди Грир
- Дэвид Кросс
- Мэттью Бродерик
- Джесси Айзенберг
- Нейтан Филлион
- Джейсон Мандзукас
- Сэм Ллойд
- Нэйтан Лейн
- Эдвард Нортон
- Кевин Харт
- Джош Гад
- Лесли Манн
- Лин-Мануэль Миранда

### Фамильное древо
|  |  |  |  | Хавьер Дельгадо | Хавьер Дельгадо | Хавьер Дельгадо | Хавьер Дельгадо | Хавьер Дельгадо | Хавьер Дельгадо |                |                | Глория Дельгадо-Причетт | Глория Дельгадо-Причетт | Глория Дельгадо-Причетт | Глория Дельгадо-Причетт | Глория Дельгадо-Причетт | Глория Дельгадо-Причетт |               |               |                          |               |                    |                    |                    |                    | Джей Причетт       | Джей Причетт       | Джей Причетт    | Джей Причетт    | Джей Причетт    | Джей Причетт    |  |  | Диди Причетт | Диди Причетт | Диди Причетт | Диди Причетт | Диди Причетт | Диди Причетт |  |  |             |             |             |             | Грэйс Данфи | Грэйс Данфи | Грэйс Данфи | Грэйс Данфи | Грэйс Данфи | Грэйс Данфи |           |           | Фрэнк Данфи | Фрэнк Данфи | Фрэнк Данфи | Фрэнк Данфи | Фрэнк Данфи | Фрэнк Данфи |  |  |
|  |  |  |  | Хавьер Дельгадо | Хавьер Дельгадо | Хавьер Дельгадо | Хавьер Дельгадо | Хавьер Дельгадо | Хавьер Дельгадо |                |                | Глория Дельгадо-Причетт | Глория Дельгадо-Причетт | Глория Дельгадо-Причетт | Глория Дельгадо-Причетт | Глория Дельгадо-Причетт | Глория Дельгадо-Причетт |               |               |                          |               |                    |                    |                    |                    | Джей Причетт       | Джей Причетт       | Джей Причетт    | Джей Причетт    | Джей Причетт    | Джей Причетт    |  |  | Диди Причетт | Диди Причетт | Диди Причетт | Диди Причетт | Диди Причетт | Диди Причетт |  |  |             |             |             |             | Грэйс Данфи | Грэйс Данфи | Грэйс Данфи | Грэйс Данфи | Грэйс Данфи | Грэйс Данфи |           |           | Фрэнк Данфи | Фрэнк Данфи | Фрэнк Данфи | Фрэнк Данфи | Фрэнк Данфи | Фрэнк Данфи |  |  |
|  |  |  |  |                 |                 |                 |                 |                 |                 |                |                |                         |                         |                         |                         |                         |                         |               |               |                          |               |                    |                    |                    |                    |                    |                    |                 |                 |                 |                 |  |  |              |              |              |              |              |              |  |  |             |             |             |             |             |             |             |             |             |             |           |           |             |             |             |             |             |             |  |  |
|  |  |  |  |                 |                 |                 |                 |                 |                 |                |                |                         |                         |                         |                         |                         |                         |               |               | Джо (Фульхенсио) Причетт |               |                    |                    |                    |                    |                    |                    |                 |                 |                 |                 |  |  |              |              |              |              |              |              |  |  |             |             |             |             |             |             |             |             |             |             |           |           |             |             |             |             |             |             |  |  |
|  |  |  |  |                 |                 |                 |                 |                 |                 |                |                |                         |                         |                         |                         |                         |                         |               |               |                          |               |                    |                    |                    |                    |                    |                    |                 |                 |                 |                 |  |  |              |              |              |              |              |              |  |  |             |             |             |             |             |             |             |             |             |             |           |           |             |             |             |             |             |             |  |  |
|  |  |  |  |                 |                 |                 |                 |                 |                 |                |                |                         |                         |                         |                         |                         |                         |               |               |                          |               |                    |                    |                    |                    |                    |                    |                 |                 |                 |                 |  |  |              |              |              |              |              |              |  |  |             |             |             |             |             |             |             |             |             |             |           |           |             |             |             |             |             |             |  |  |
|  |  |  |  |                 |                 |                 |                 | Мэнни Дельгадо  | Мэнни Дельгадо  | Мэнни Дельгадо | Мэнни Дельгадо | Мэнни Дельгадо          | Мэнни Дельгадо          |                         |                         |                         |                         | Камерон Такер | Камерон Такер | Камерон Такер            | Камерон Такер | Камерон Такер      | Камерон Такер      |                    |                    | Митчелл Причетт    | Митчелл Причетт    | Митчелл Причетт | Митчелл Причетт | Митчелл Причетт | Митчелл Причетт |  |  | Клэр Данфи   | Клэр Данфи   | Клэр Данфи   | Клэр Данфи   | Клэр Данфи   | Клэр Данфи   |  |  |             |             |             |             |             |             |             |             | Фил Данфи   | Фил Данфи   | Фил Данфи | Фил Данфи | Фил Данфи   | Фил Данфи   |             |             |             |             |  |  |
|  |  |  |  |                 |                 |                 |                 | Мэнни Дельгадо  | Мэнни Дельгадо  | Мэнни Дельгадо | Мэнни Дельгадо | Мэнни Дельгадо          | Мэнни Дельгадо          |                         |                         |                         |                         | Камерон Такер | Камерон Такер | Камерон Такер            | Камерон Такер | Камерон Такер      | Камерон Такер      |                    |                    | Митчелл Причетт    | Митчелл Причетт    | Митчелл Причетт | Митчелл Причетт | Митчелл Причетт | Митчелл Причетт |  |  | Клэр Данфи   | Клэр Данфи   | Клэр Данфи   | Клэр Данфи   | Клэр Данфи   | Клэр Данфи   |  |  |             |             |             |             |             |             |             |             | Фил Данфи   | Фил Данфи   | Фил Данфи | Фил Данфи | Фил Данфи   | Фил Данфи   |             |             |             |             |  |  |
|  |  |  |  |                 |                 |                 |                 |                 |                 |                |                |                         |                         |                         |                         |                         |                         |               |               |                          |               |                    |                    |                    |                    |                    |                    |                 |                 |                 |                 |  |  |              |              |              |              |              |              |  |  |             |             |             |             |             |             |             |             |             |             |           |           |             |             |             |             |             |             |  |  |
|  |  |  |  |                 |                 |                 |                 |                 |                 |                |                |                         |                         |                         |                         |                         |                         |               |               |                          |               |                    |                    |                    |                    |                    |                    |                 |                 |                 |                 |  |  |              |              |              |              |              |              |  |  |             |             |             |             |             |             |             |             |             |             |           |           |             |             |             |             |             |             |  |  |
|  |  |  |  |                 |                 |                 |                 |                 |                 |                |                |                         |                         |                         |                         |                         |                         |               |               |                          |               | Лили Такер-Причетт | Лили Такер-Причетт | Лили Такер-Причетт | Лили Такер-Причетт | Лили Такер-Причетт | Лили Такер-Причетт |                 |                 |                 |                 |  |  | Хейли Данфи  | Хейли Данфи  | Хейли Данфи  | Хейли Данфи  | Хейли Данфи  | Хейли Данфи  |  |  | Алекс Данфи | Алекс Данфи | Алекс Данфи | Алекс Данфи | Алекс Данфи | Алекс Данфи |             |             | Люк Данфи   | Люк Данфи   | Люк Данфи | Люк Данфи | Люк Данфи   | Люк Данфи   |             |             |             |             |  |  |

|  |  |
|  |  |

|  |  |
|  |  |

|  |  |
|  |  |

## Серии
| Сезон | Сезон | Эпизоды | Оригинальная дата показа | Оригинальная дата показа | Рейтинг Нильсена | Рейтинг Нильсена   |
| Сезон | Сезон | Эпизоды | Премьера сезона          | Финал сезона             | Ранг             | Зрители (миллионы) |
| ----- | ----- | ------- | ------------------------ | ------------------------ | ---------------- | ------------------ |
|       | 1     | 24      | 23 сентября 2009         | 19 мая 2010              | 36               | 9,49               |
|       | 2     | 24      | 22 сентября 2010         | 25 мая 2011              | 24               | 11,89              |
|       | 3     | 24      | 21 сентября 2011         | 23 мая 2012              | 15               | 12,93              |
|       | 4     | 24      | 26 сентября 2012         | 22 мая 2013              | 18               | 12,31              |
|       | 5     | 24      | 25 сентября 2013         | 21 мая 2014              | 19               | 11,79              |
|       | 6     | 24      | 24 сентября 2014         | 20 мая 2015              | 24               | 11,91              |
|       | 7     | 22      | 23 сентября 2015         | 18 мая 2016              | 36               | 9,83               |
|       | 8     | 22      | 21 сентября 2016         | 17 мая 2017              | 34               | 8,79               |
|       | 9     | 22      | 27 сентября 2017         | 16 мая 2018              | 58               | 7,09               |
|       | 10    | 22      | 26 сентября 2018         | 8 мая 2019               | 65               | 6,40               |
|       | 11    | 18      | 25 сентября 2019         | 8 апреля 2020            | 49               | 7,10               |

## Разработка и производство

### Начальная разработка
Когда создатели Кристофер Ллойд и Стивен Левитан пересказывали истории о своих семьях, они поняли, что эти истории могут стать основой для шоу. Они начали работать над идеей наблюдения за семьей в шоу в стиле макетирования. Позже они решили, что это может быть шоу о трёх семьях и их опыте. Первоначально он назывался «Моя американская семья», и первоначально предполагалось, что съемочной группой руководил вымышленный голландский режиссер по имени Герт Флортье, который жил с семьей Джея, будучи студентом-подростком по обмену, и влюбился в Клэр (в то время как Митчелл был влюблен в него). Позже производители сочли, что этот компонент не нужен, и он был списан. Теперь Ллойд предпочитает смотреть на шоу как на «семейное шоу, сделанное в документальном стиле».
Ллойд и Левитан представили сериал CBS, NBC и ABC (они не представили его Fox из-за проблем, возникших у них с сетью из-за предыдущего комедийного сериала «Вернуться к вам», который также создали и продюсировали Ллойд и Левитан). CBS, которая не была готова взять на себя большие обязательства по стилю съемок с одной камерой, отклонила сериал. NBC, уже транслировавшая «Офис», «Парки и зоны отдыха», решила не устраивать третье шоу в стиле макета. ABC приняла предложение.
Пилотный эпизод положительно зарекомендовал себя в фокус-группах, в результате чего сеть заказала 13 эпизодов и добавила их в осеннюю линейку 2009-10 за несколько дней до официального объявления расписания ABC. Сериал был продлён на весь сезон в октябре 2009 года.

### Съёмки
Основная съемка проходила в Лос-Анджелесе. Многие из используемых экстерьеров находятся в западной части города. Дом Данфи находится в районе Чевиот-Хиллз. По состоянию на 2014 год старшая школа Palisades Charter используется для экстерьеров школы Люка и Мэнни.
Ллойд и Левитан являются исполнительными продюсерами сериала, выступающими в качестве шоураннера и главного сценариста под их лейблом Lloyd-Levitan Productions, аффилированным с 20th Century Fox Television. Другими оригинальными продюсерами в команде сценаристов были Пол Корриган, Самир Гардези, Джо Лоусон, Дэн О’Шеннон, Брэд Уолш, Кэролайн Уильямс, Билл Врубель, Дэнни Цукер и Джефф Мортон.
Начиная со второго сезона Левитан и Ллойд руководят шоу не как команда, а по отдельности, причем каждый шоураннер контролирует половину эпизодов. «Крис и я оба сильные, самоуверенные люди, и мы очень, очень быстро поняли, что нет смысла сидеть здесь, спорить друг с другом и тратить время впустую», — сказал Левитан The Hollywood Reporter в 2012 году. «Мы часто подходим к этому с разных точек зрения, поэтому мы сказали: „Давайте просто уберем того, кто имеет последнее слово“».

## Приём
С момента премьеры и до финального сезона сериал оставался популярным. В своем первом сезоне шоу стало шестым по рейтингу сценарным шоу в Америке и третьим по рейтингу новым шоу.
Третий сезон сериала стал премьерой сезона с самым высоким рейтингом на канале ABC за шесть лет. Успех сериала в рейтингах также привел к тому, что ему приписывают возрождение ситкомов.
Каждый сезон шоу также был назван Американским институтом кино одним из 10 лучших телевизионных сезонов года (с 2009 по 2012 год).

### Номинации и награды
«Американская семейка» получила 22 премии Primetime Emmy Awards и 6 премий Гильдии сценаристов Америки. Чтобы укрепить идею ансамблевого актерского состава, все актеры представили себя в категориях актеров и актрис второго плана вместо главных актеров и актрис на церемонии вручения премии «Эмми».
Эд О'Нилл был номинирован на премию Эмми 3 раза, София Вергара получила 4 номинации, а Джесси Тайлер Фергюсон пять. Джули Боуэн выигрывала Эмми за лучшую женскую роль второго плана в комедийном телесериале 2 года подряд (2011-2012) и была номинирована 6 раз, Тай Барелл была номинирован 8 раз (с 2010 по 2017) и выигрывал 2 раза, Эрик Стонем выиграл 2 номинации из трех.
В 2012 году сериал получил премию «Золотой глобус» за лучший телесериал — мюзикл или комедию.
В 2012 году Ассоциация католиков в индустрии развлечений (Catholics in Media Associates) присудила сериалу телевизионную премию CIMA Award, называемую часто «Католический Оскар».
В июне 2013 года Гильдия сценаристов Америки поставила «Американскую семью» на 34-е место в списке 101 самого хорошо написанного телесериала, когда-либо созданного. В декабре 2013 года компания TV Guide поставила его на 43-е место в списке 60 лучших сериалов всех времен.

## Примечание
1. ↑  Fernsehserien.de (нем.)
2. ↑  "TV Ratings: 'Modern Family' Series Finale Hits 3-Year Viewer High". The Hollywood Reporter. Дата обращения: 12 января 2023. Архивировано 12 января 2023 года.
3. ↑  Брайант, Коби modern-family-tv.com
4. ↑  Andreeva, Nellie. (May 27, 2010) Full Series Rankings For The 2009-10 Broadcast Season – Архивная копия от 9 июля 2013 на Wayback Machine. Deadline.com. Retrieved on July 2, 2010.
5. ↑  Gorman, Bill. 2010-11 Season Broadcast Primetime Show Viewership Averages — Ratings | TVbytheNumbers. Tvbythenumbers.zap2it.com (1 июня 2011). Дата обращения: 24 октября 2011. Архивировано 20 июня 2011 года.
6. ↑  Full 2011-2012 TV Season Series Rankings. Deadline Hollywood. Дата обращения: 25 мая 2012. Архивировано 24 апреля 2014 года.
7. ↑  Complete List Of 2012-13 TV Show Viewership: 'Sunday Night Football' Tops, Followed by 'NCIS', 'The Big Bang Theory' & 'NCIS: Los Angeles'. TV by the Numbers. Дата обращения: 29 мая 2013. Архивировано из оригинала 27 июня 2013 года.
8. ↑  Full 2013-2014 TV Season Series Rankings. Deadline (22 мая 2014). Дата обращения: 1 октября 2014. Архивировано 5 сентября 2014 года.
9. ↑  de Moraes, Lisa. Full 2014–15 TV Season Series Rankings: Football & ‘Empire’ Ruled. Deadline.com (21 мая 2014). Дата обращения: 10 июня 2015. Архивировано 22 мая 2015 года.
10. ↑  Full 2015–16 TV Season Series Rankings. Deadline Hollywood (26 мая 2015). Дата обращения: 26 мая 2015. Архивировано 28 мая 2016 года.
11. ↑  Final 2016-17 TV Rankings: ‘Sunday Night Football’ Winning Streak Continues. Deadline Hollywood (26 мая 2017). Дата обращения: 26 мая 2017. Архивировано 2 июня 2017 года.
12. ↑  2017-18 TV Series Ratings Rankings: NFL Football, ‘Big Bang’ Top Charts. Deadline Hollywood (22 мая 2018). Дата обращения: 26 мая 2018. Архивировано 15 марта 2020 года.
13. ↑  2018-19 TV Season Ratings: CBS Wraps 11th Season At No. 1 In Total Viewers, NBC Tops Demo; ‘Big Bang Theory’ Most Watched Series. Дата обращения: 28 марта 2020. Архивировано 5 июня 2019 года.
14. ↑  100 Most-Watched TV Shows of 2019-20: Winners and Losers. Variety (21 мая 2020). Дата обращения: 26 мая 2020. Архивировано 11 июля 2020 года.
15. ↑  «Американская семейка» получила «Католического Оскара». Дата обращения: 2 мая 2012. Архивировано 13 марта 2014 года.